# Підкоришник короткопалий
Підкори́шник короткопа́лий (Certhia brachydactyla) — невеликий горобцеподібний птах, що мешкає в лісистій місцевості центральної та південної Європи, північної Африки, та півострова Мала Азія. Він є, загалом, більш теплолюбним, ніж інший європейський підкоришник, підкоришник звичайний, від котрого короткопалого досить важко відрізнити (деяка різниця інснує в деталях оперення, але найбільша — в співі). На територіях, де ареали обох європейських підкоришників збігаються, підкоришник короткопалий надає перевагу лісам з більшою часткою листопадних дерев та меншим висотам над рівнем моря, ніж підкоришник звичайний. Незважаючи на, загалом, осілий спосіб життя, притаманний для вида, окремі пролітні особини можуть зустрічатись за межами постійного ареалу.
Підкоришник короткопалий є одним з групи близьких видів голарктичних підкоришників, що включає, окрім підкоришника звичайного, ще близько з ними спорідненого північноамериканського коричневого підкоришника (Certhia americana). Підкоришник короткопалий поділяється на п'ять підвидів, що розрізняються зовнішністю та співом. Як і інші види роду Підкоришник, підкоришник короткопалий має криївне забарвлення — коричнево-сіре зверху та сірувато-біле знизу, довгий загнутий донизу дзьоб та жорсткі довгі хвостові пера. Основним біотопом, що населяє цей вид на всьому просторі свого ареалу, є ліси різних типів. Гнізда звичайно будуються в невеликих дуплах, тріщинах стовбурів або великих гілок дерев, та під відсталими пластинами кори. Звичайна кількість яєць в кладці — 4-6. Цей досить чисельний, але малопомітний птах харчується в основному членистоногими та іншими безхребетними, добуваючи їх з-під кори дерев, якою він пересувається характерними короткими ривками.

## Загальний опис
Як і всі види підкоришників, підкоришник короткопалий є невеликим птахом із коричневим забарвленням оперення верхньої частини тіла, що вкрита смугасто-сторкатим орнаментуванням, рудуватим огузком та сірувато-білим черевом, грудьми та горлом, і світлими «бровами». Дзьоб відносно довгий, загнутий донизу, а довгий жорсткий хвіст надає птаху змогу утримуватись вертикально на стовбурах та великих гілках дерев, де він добуває собі харчування. В забарвленні короткопалих підкоришників на території Європи спостерігається географічний градієнт: із заходу на схід забарвлення верхньої частини тіла стає темнішим. Статевого диморфізму не спостерігається; молодим птахам притаманна світліша нижня половина тіла, інколи з жовтуватим відливом. Короткопалий підкоришник досягає в середньому 12-13 сантиметрів в довжину та важить 7.5-11 грам.
Спів цього виду звучайно є пронизловою треллю, де повторюється елемент «тіт-тіт-тіт»; для співу номінативного підвиду характерене повторення через рівномірні проміжки фрази «тііт-тііт-тііт-іі-руу-тііт». В співі короткопалого підкоришника існують географічні варіації: так, пісня данських підкоришників є коротшою за підкоришників з Австрії, підкоришники з Кіпру співають дуже коротко та простими трелями, північноафриканські птахи мало варіюють спів за висотою звуку, і т.ін. При цьому птахи з континентальних європейських популяцій не відповідають на останні два варіанти співу.
Підкоришник короткопалий на більшій частині свого ареалу співіснує з близьким видом — підкоришником звичайним. Порівняно з короткопалим, цей вид має білішу нижню частину тіла, більш насичене забарвлення верхньої частини з більшою кількістю плям, трохи коротший дзьоб, та біліші «брови». Тим не менше, візуальне розрізнення видів є важким, і навіть практично неможливим для тьмяно забарвлених особин підкоришника звичайного; набагато легшим є розрізнення видів за співом. Але при цьому треба брати до уваги, що обидва види іноді можуть співати пісні один одного. Навіть при порівняльному визначенні двох видів «в руках», незважаючи на довший дзьоб та коротші пальці короткопалого підкоришника, приблизно 5 % птахів не вдається впевнено розрізнити.

## Таксономія
Короткопалий підкоришник був вперше описаний Християном Людвігом Бремом в 1820 році. Біномінальна назва виду походить від грецьких слів грец. kerthios, яким Аристотель позначав невеликого птаха, що живе на деревах, грец. brakhus, що означає «короткий», та грец. dactulos, що означає «палець». Тобто загалом видова назва віддзеркалює той факт, що у підкоришника короткопалого пальці ніг коротші, ніж у підкоришника звичайного.
Цей вид є одним з приблизно восьми близько споріднених видів, що формують рід Підкоришник (Certhia). Вісім видів роду формують дві еволюційні групи: голарктичну та південно-азійську. Для голарктичної групи характерний мелодійніший спів, що завжди (окрім C. familiaris з китайського ареалу) починається або закінчується треллю «цріі». Види південно-азійської групи, навпаки, мають коротші фрази співу без трелі «цріі». Всі види мають досить видоспецифічний спів, і деякі підвиди були таксономічно підвищені до рангу видів, базуючись саме на особливостях співу. Короткопалий підкоришник належить до північної (голарктичної) групи видів роду, разом з американським коричневим підкоришником C. americana, звичайним підкоришником C. familaris, та високогірним підкоришником C. hodgsoni, що мешкає в південній та південно-східній частині Гімалаїв.

### Підвиди
Цей вид розділяється на п'ять підвидів, що є вельми схожими один на одний і часто гібридизуються на трериторіях, де їхні ареали збігаються. Підвиди, що їх виділяють зараз, є такими:
| Підвид              | Ареал | Примітки |
| ------------------- | --- | --- |
| C. b. megarhyncha   | Нормандські острови та Західна Європа: північно-західна Іспанія, західна та північна Франція, Бельгія, Нідерланди, західна Німеччина. | Тьмяніший та рудуватіший за інші підвиди |
| C. b. brachydactyla | Континентальна Європа на схід від C. b. megarhyncha, Сицилія, Крит.                                                                   | Номінативний підвид. Темніше коричневе забарвлення верхньої частини тіла та чистіший білий колір нижньої половини, ніж у C. b. megarhyncha.                    |
| C. b. mauritanica   | Північна Африка. | Темніша верхня половина тіла та рудуватіша нижня, ніж у номінативного підвиду. Інший спів.                                                                     |
| C. b. dorotheae     | Кіпр. | Сіріше та тьмяніше забарвлення верхньої частини тіла, більш чисто-біли забарвлення нижньої половини тіла, ніж у номінативного підвиду. Інший (спрощений) спів. |
| C. b. harterti      | Мала Азія, Кавказ, Закавказзя. | Схожий на C. b. megarhyncha, але тьмяніші руді тони в забарвленні оперення верхньої частини тіла.                                                              |

## Поширення

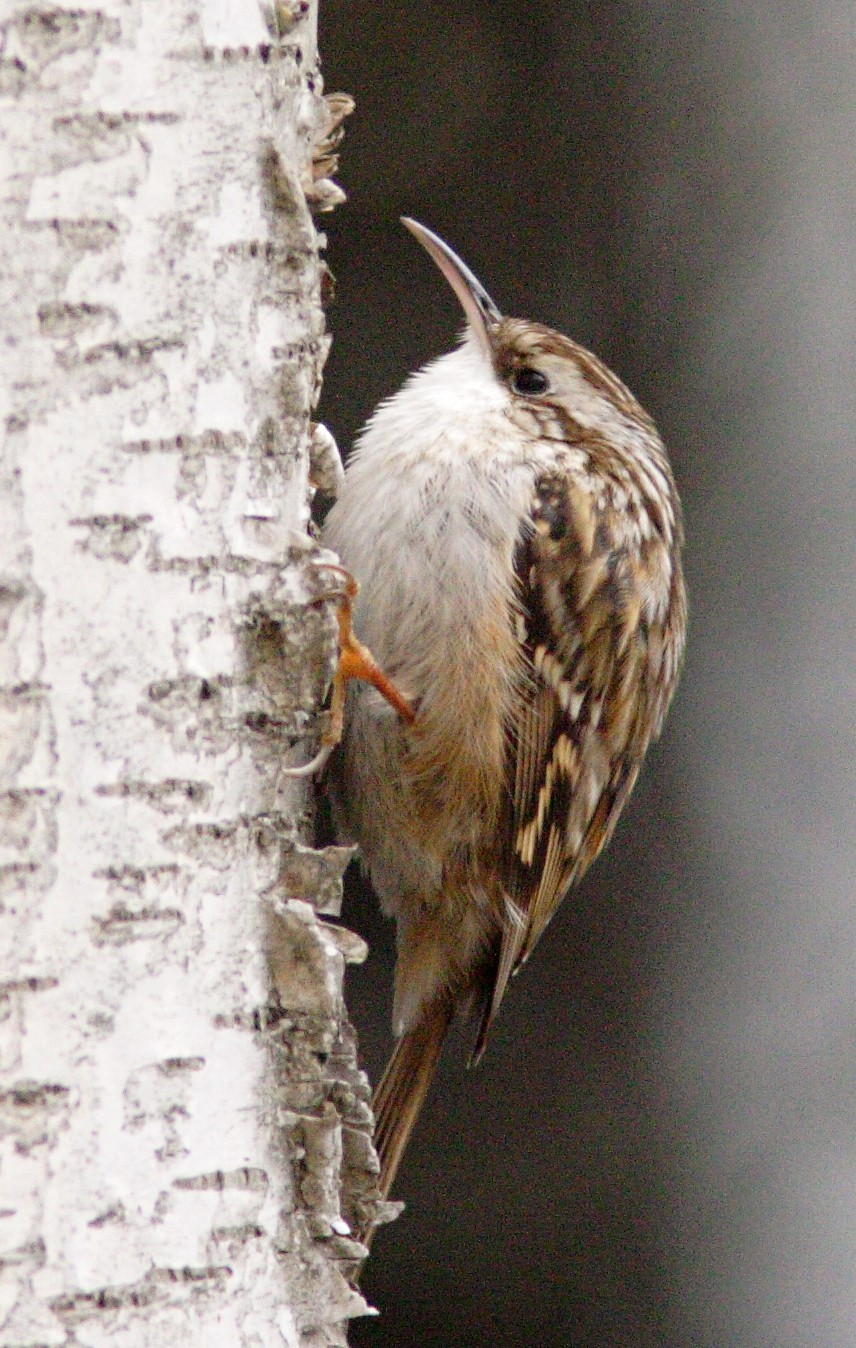
Дорослий короткопалий підкоришник на стовбурі дерева

Підкоришник короткопалий гніздиться в лісах помірного та сухого субтропічного поясів в Європі від Португалії до Туреччини та у північно-західній Африці. В західній частині ареалу в північному напрямку вид розповсюджений до Данії, де перший випадок гніздування був відмічений в 1946 році. Надає перевагу високим деревам, особлибо дубам, і звичайно уникає чисто хвойних масивів. В місцях, де його ареал накладається на такий підкоришника звичайного, підкоришник короткопалий займає переважно широколистяні масиви та території, нижчі щодо рівня моря.
Попри те, що переважним середовищем життя підкоришника короткопалого є низькі рівнини, його гніздування відмічене до висоти 900 метрів над рівнем моря в Німеччині, 1800 метрів у Франції та 1400 метрів в Швейцарії. Гніздова територія обмежена ізотермами липня 17-18°С та 26°С.
Цей вид підкоришників є осілим, але розліт молодих птахів часто призводить до спостережень їх за межами усталеного ареалу. Таких зальотних птахів реєстрували в Англії, Швеції, Литві та на Балеарських островах; на острові Корсика було відловлено трьох особин північноафриканського підвиду C. b. mauritanica.
Територією України проходить північно-східна межа ареалу виду: він відмічається на крайньому заході української території. Зокрема, даний вид неодноразово фіксувався на території Закарпатської області, а гніздування відмічено, зокрема, в місті Львові; загалом, підкоришника короткопалого віднесено до переліку видів, що здійснили найактивнішу інвазію на територію України протягом останніх 30-40 років як осілих та зимуючих.

### Охоронний статус
Підкоришник короткопалий має ареал великої площі (1-10 мільйонів квадратних кілометрів за різними оцінками) на якому мешкає популяція великої чисельності (за різними джерелами, 4-14 мільйонів особин). Динаміка чисельності є досі невідомою, але, судячи зі всього, він не знаходиться під жодною загрозою зникнення відповідно до критеріїв Червоного Списку МСОП (скорочення чисельності популяції на 30 % протягом 10 років або трьох поколінь).
Вид є звичайним на більшій частині ареалу, але доволі рідкісний на Кавказі та на дрібних островах з групи Нормандських.

## Спосіб життя

### Розмноження

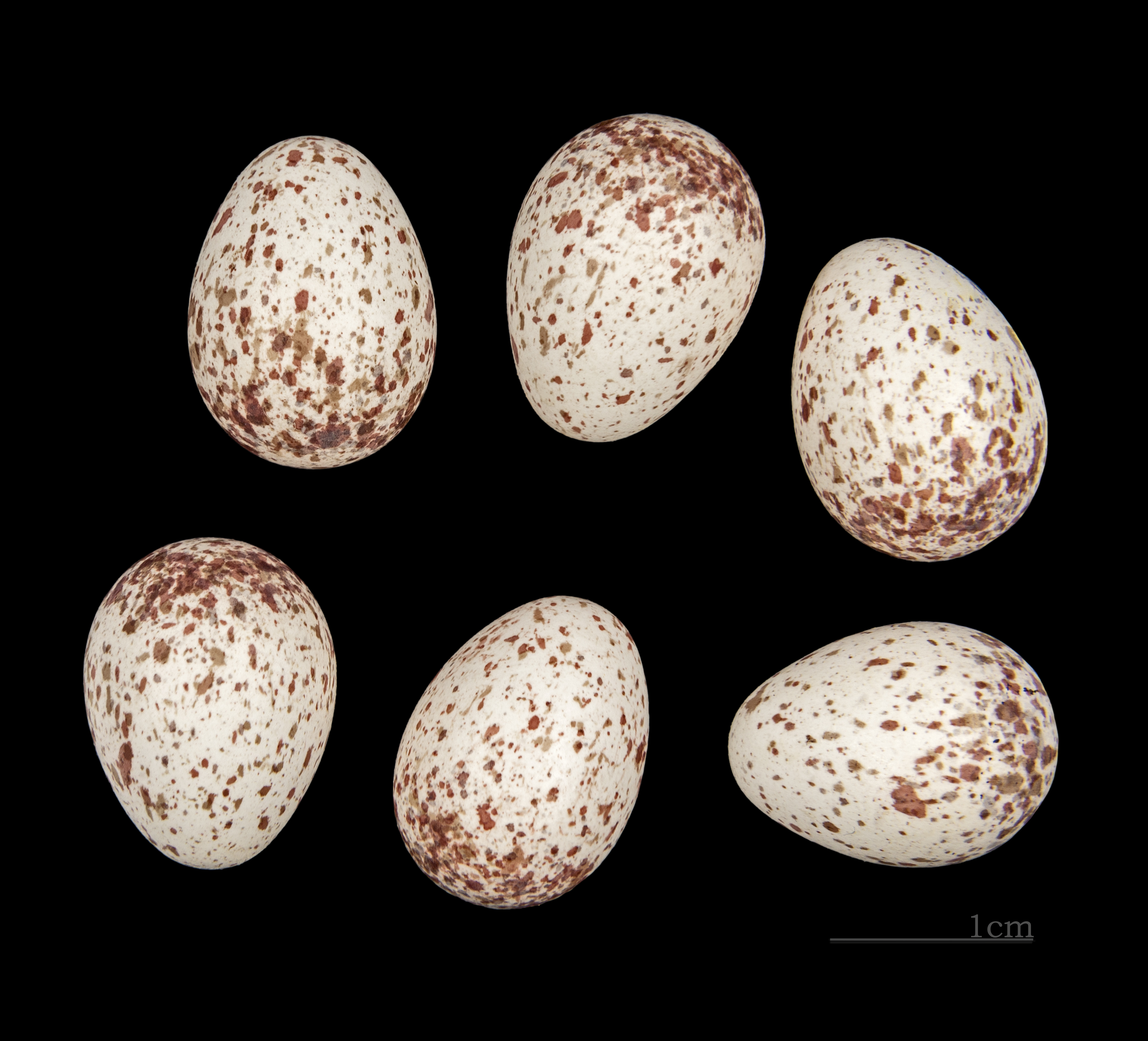
Certhia brachydactyla

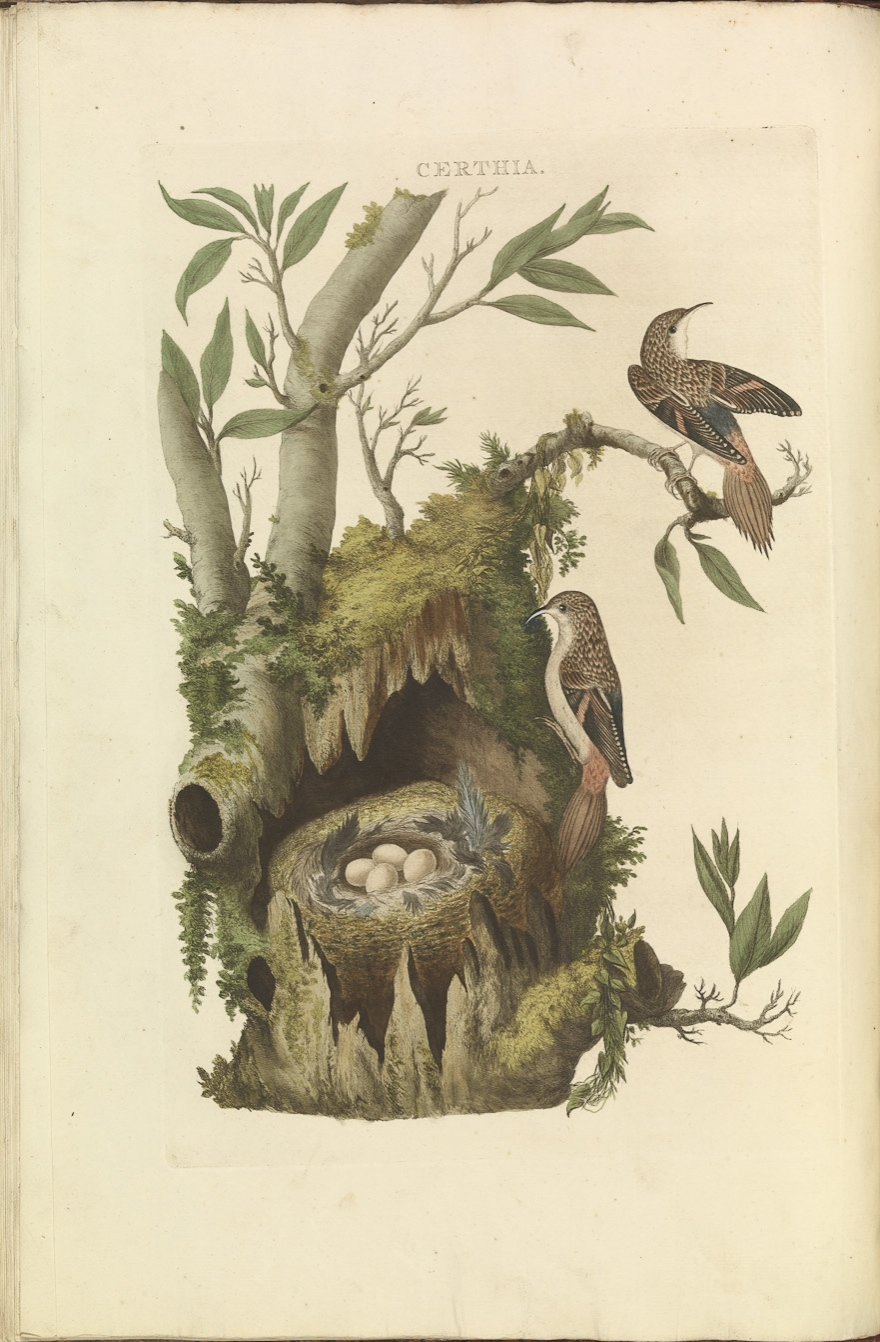
Підкоришник короткопалий in Nederlandsche Vogelen 1770

Підкоришник короткопалий гніздиться в тріщинах стовбурів дерев, в дуплах, а також під пластинами відсталої кори. Окрім того, може займати старі гнізда дятлів, виїмки та тріщини в будівлях та стінах, та штучні гнізда (шпаківні і т.ін.).
Гніздо зазвичай має масивну основу з гілочок та голок хвойних дерев, що вистілена м'яким матеріалом на кшталт пер, вовни, моху, лишайників, або павутиння. Яйця відкладаються в період з квітня до середини червня (типова кладка складається з 5-7 яєць); забарвлення яєць біле з пурпурно-червоними ляпками та крапками, розмір 15,6×12,2 мм. Кладка насиджується тільки самкою 13-15 діб, доки не виводяться пташенята. Пташенят годують обидва батьки, але більше піклується про них самка, доки через 15-18 днів полоді птахи не починають літати. Цей вид часто протягом робить дві кладки на рік; при цьому самець починає будувати нове гніздо коли самка все ще годує попередній виводок. Коли пташенята досягають 10-12 денного віку, самець бере на себе їхнє годування, а самка добудовує нове гніздо.
Дослідження іспанських орнітологів показали, що підвищення мозаїчності ландшафта шляхом прорідження лісів негативно впливає на кількість як короткопалого, так і звичайного підкоришника. Ці види, для котрих критично необхідним є відносно рідкісний ресурс — старі та, особливо, дуплисті дерева, мають сприятливіші в старих великих лісових масивах, на відміну від таких лісових горобиних як синиці або золотомушки, котрі не залежать від настільки специфічного гніздового ресурсу і, отже, можуть рівномірно заселяти куди ширший спектр лісових ландшафтів.

### Харчування
Харчується переважно комахами, але також і іншими безхребетними — птах стрибає по стовбурах дерев знизу догори по спіралі; закінчивши огляд дерева, перелітає на низ іншого. На відміну від повзика, ніколи не спускається деревами вниз головою. Хоча в більшості випадків харчування спостерігається на деревах, також воно можливе і на стінах, а також на землі, особливо серед опалих голок хвойних дерев; в холодні зими підкоришник звичайний може додавати до свого харчування деяку кількість насіння хвойних порід.

### Поведінка
Підкоришник короткопалий — невеликий лісовий птах з камуфлюючим оперенням та неголосним співом, завдяки чому легко лишається непоміченим. Характерним для нього рухом є мишоподібне пересування короткими ривками вертикально по стовбурах та товстих гілках дерев, з використанням довгого жорсткого хвоста та широко розведених ніг як трикутника опори. Тим не менше, цей птах не дуже обережний і часто не звертає уваги на присутність людини. В нього характерний нерівний пульсуючий політ, в якому чергуються метеликоподібні серії змахів крилами із сковзанням на крило та падіннями. Цей вид взимку веде зазвичай поодинокий спосіб життя, але в холодну погоду в доброму притулку можуть формуватись зграї, що налічують один-два десятки підкоришників.